# Kaptol (ort i Kroatien)
Kaptol är en ort i Kroatien.   Den ligger i länet Slavonien, i den östra delen av landet, 140 km öster om huvudstaden Zagreb. Kaptol ligger 245 meter över havet och antalet invånare är 1 578.
Terrängen runt Kaptol är kuperad norrut, men söderut är den platt. Runt Kaptol är det ganska glesbefolkat, med 35 invånare per kvadratkilometer. Närmaste större samhälle är Požega, 11,0 km söder om Kaptol. Trakten runt Kaptol består till största delen av jordbruksmark.